# Lois Weber
Lois Weber (Allegheny, 13 de junho de 1879 - Hollywood, 13 de novembro de 1939) foi uma diretora, produtora, roteirista e atriz estadunidense do cinema mudo, considerada uma das mais importantes diretoras de cinema que a indústria já conheceu. Foi uma das mais criativas e prolíficas diretoras da era do cinema mudo.
Entre seus filmes notáveis está o controverso e polêmico Hypocrites que mostra a primeira cena de nu frontal feminino, de 1915; Where Are My Children?, que discutia aborto e contracepção, de 1916; Tarzan, O Homem Macaco, primeira adaptação do livro de Edgar Rice Burroughs para o cinema, de 1918 e; The Blot, considerada sua obra-prima a respeito da luta de uma família pobre, de 1921.
Lois descobriu e dirigiu várias estrelas do cinema da época, como Mary MacLaren, Mildred Harris, Claire Windsor, Ella Hall, Cleo Ridgely e Anita Stewart. Por suas contribuições para a indústria cinematográfica, Lois ganhou uma estrela na Calçada da Fama, em 8 de fevereiro de 1960, no Hollywood Boulevard, número 6518.

## Vida pessoal
Florence Lois Weber nasceu em 13 de junho de 1879 em Allegheny, Pennsylvania, filha do meio de três crianças do casal Mary Matilda "Tillie" Snaman e George Weber, um estofador. Sua irmã mais nova era Elizabeth "Bessie" Snaman Weber e sua irmã mais velha era Ethel Weber Howland. Ethel chegou a aparecer em dois filmes de Lois, em 1916.
A família Weber era cristã devota, de linhagem alemã da Pensilvânia. Lois era considerada uma criança prodígio e uma excelente pianista. Lois viveu na pobreza e simplicidade enquanto trabalhava como evangelista e ativista social para a "Church Army Workers", organização evangélica semelhante ao Exército da Salvação. Ela pregava e cantava hinos pelas ruas de bairros de prostituição e boemia de Pittsburgh e Nova York até o grupo se desfazer em 1900.

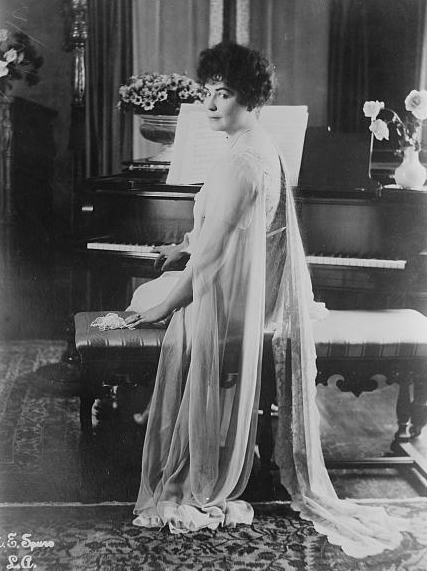
Lois Weber no piano (1912)

Em junho de 1900, com quase 21 anos, Lois morava com a família na Rua Fremont, 1717, em Allegheny, estudando música. Em abril de 1903, Lois se apresentava como pianista e soprano, tendo viajado pelos Estados Unidos, se apresentando em várias cidades junto de um renomado arpista, até sua última apresentação em Charleston, Carolina do Sul. Após um infeliz acidente em que o pedal do piano quebrou no meio de um recital, Lois parou de se apresentar nos palcos, não tendo mais coragem de aparecer em público. Lois diria anos mais tarde que esse evento acelerou sua aposentadoria:
| “ | Assim que comecei a tocar, uma chave preta do piano saiu na minha mão. Eu esquecia que a chave não estava lá e tentava tocá-la. O incidente acabou comigo. Eu não poderia terminar o conserto e nunca mais apareci no palco outra vez. É minha convicção que, quando essa chave saiu em minha mão, uma parte da minha vida chegou ao fim. | ” |

## Carreira

### Teatro
Frustrada em seu círculo de amizades e da família, Lois seguiu o conselho de um tio, que morava em Chicago e decidiu fazer aulas de teatro, em 1904, mudando-se para Nova York, onde também fez aula de canto. Parte de sua motivação, era religiosa:
| “ | Como eu estava convencida de que a profissão teatral precisava de uma missionária, ele sugeriu que a melhor maneira de alcançá-los era tornar-se um deles, então fui para o palco cheia de um grande desejo de converter meus semelhantes. | ” |

Por cinco anos, Lois interpretou papéis pequenos, soubrettes, participando de comédias curtas e fazendo shows pelo país, o que a aborrecia. Lois queria papéis mais desafiadores e assim deixou a companhia de teatro, reclamando da superficialidade de seus papéis. Em 1904, ingressou na companhia de teatro "Why Girls Leave Home", onde logo tornou-se heroína do melodrama e da comédia musical. As primeiras críticas foram positivas sobre suas performances.

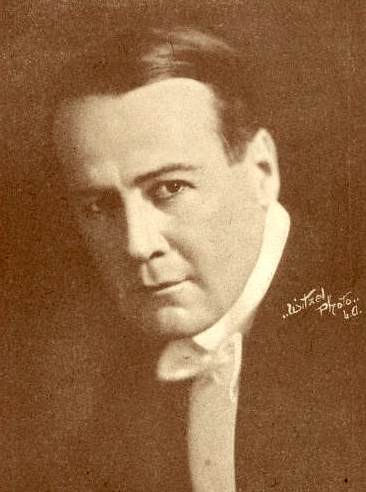
Wendell Phillips Smalley em 1915

A trupe era liderada por Phillips Smalley (1865–1939), neto de Oliver Wendell Holmes e filho mais velho do correspondente internacional George Washburn Smalley (1833–1916). Phillips já era advogado há 7 anos em Nova York e ator de teatro, tendo feito sua estreia profissional em agosto de 1901. Pouco antes de fazer 25 anos, Lois casou-se com Phillips em 29 de abril de 1904, em Chicago. Após excursionarem juntos por algum tempo, por volta de 1906, Lois abandonou os palcos para ser dona de casa passando parte do tempo escrevendo cenários e roteiros para filmes.

### Cinema
Em 1908, Lois foi contratada como cantora pela Gaumont Film Company, que produziu os primeiros clipes musicais, onde Alice Guy Blaché começou na indústria cinematográfica. Mais tarde, Lois afirmaria que Alice Guy Blaché e seu marido foram os responsáveis por sua estreia na indústria cinematográfica.
Com o fim da temporada teatral, em 1908, Phillips juntou-se a Lois na Gaumont. Logo, Lois começaria a escrever roteiros e em 1908 dirigiria os primeiros clipes nos estúdios da companhia em Flushing, Nova York. Em 1910, o casal decidiu seguir carreira na indústria cinematográfica, ainda iniciante. Nos cinco anos seguintes, eles trabalharam juntos e eram creditados nos filmes como The Smalleys, mas geralmente Lois recebia os créditos dos roteiros em dezenas de curtas e pequenas produções da Gaumont e em outros estúdios. Lois dirigia, escrevia os cenários e os subtítulos, atuava, trabalhava com os figurinos, editava e ainda revelava os negativos dos rolos de filmes. Em 1915, Lois escreveria, estrelaria e dirigiria Hypocrites. Lois e Phillips tiveram uma filha, Phoebe, que nasceu em 29 de outubro de 1910, mas morreu ainda criança.

### Lois Weber Productions
Em junho de 1917, Lois tornou-se a primeira mulher diretora de cinema a fundar e administrar seu próprio estúdio quando ela criou sua empresa, a Lois Weber Productions, com auxílio financeiro da Universal Studios. Ela alugou uma propriedade independente, onde tinha escritórios, vestiários e camarins, salas de produção e edição. Phillips se tornaria o administrador da empresa e o casal passou a morar na propriedade do estúdio.
O casamento de Lois e Phillips começou a deteriorar quando os críticos passaram a elogiar o trabalho dela em detrimento do de Phillips, conhecido por ser mulherengo, que corria atrás de todas as mulheres do estúdio. Lois era o gênio criativo por trás de todos os filmes creditados ao casal e as críticas positivas a ela logo passaram a irritá-lo.
Lois conscientemente resistiu o movimento da indústria que apontava para a produção em série de filmes, onde eles são rodados fora de sequência para garantir uma produção mais barata. Ela ainda filmava seus filmes na sequência para garantir a qualidade das atuações e da produção, ao invés de se preocupar com cortes de gastos.
| “ | Concentrando-se em apenas uma produção de cada vez, e mobilizando toda a sua força de trabalho em torno desse esforço, Weber visava a produção de filmes de qualidade, em vez de contabilidade eficiente. | ” |

Parte do grande sucesso dos filmes de Lois na década de 1910, era sua representação de conflitos de gerações, onde a visão tradicional das mulheres era posta à prova com a "Nova Mulher", com liberdades e independências não vistas antes, além de mulheres fazerem parte do novo mercado consumidor. A própria vida de Lois era uma expressão dessa mudança cultural.
Em 1917, Lois foi a única mulher a receber membresia para a "Motion Picture Directors Association" (Associação de Diretores de Cinema) e foi ativa no estabelecimento do Hollywood Studio Club, residência feminina para atrizes iniciantes, além de produtoras, diretoras, editoras e roteiristas que trabalhavam em Hollywood e não tinham onde morar. Com a eclosão da Primeira Guerra Mundial, Lois integrou a "Motion Picture War Service Association", liderada por D. W. Griffith e que tinham como membros Mack Sennett, Charlie Chaplin, Mary Pickford, Douglas Fairbanks, William S. Hart, Cecil B. DeMille e William Desmond Taylor. A associação arrecadava fundos para a construção de hospitais.

## Últimos anos e morte
Em novembro de 1939, Lois deu entrada no Hospital do Bom Samaritano, em Los Anegeles, em estado crítico, com dores fortes no estômago, algo que ela vinha sentindo há anos. Morreu na segunda-feira, 13 de novembro de 1939, por hemorragia devido a uma úlcera perfurada, aos 60 anos de idade. Sua irmã mais nova, Ethel Howland, e seus amigos Frances Marion e Veda Terry, estavam junto à sua cama.
Sua morte foi um choque para a comunidade de cinema, com vários obituários em jornais e revistas da época, ressaltando suas contribuições para a indústria cinematográfica. Em 17 de novembro de 1939, mais de 300 pessoas compareceram ao seu funeral, pago por Frances Marion. Após o funeral, Lois foi cremada no Crematório de Los Angeles. A localização de suas cinzas é desconhecida.

## Filmografia selecionada
- A Heroine of '76 (1911)
- The Heiress (1911) [atriz]
- The Realization (1911)
- On the Brink (1911) [atriz]
- Fate (1911)
- A Breach of Faith (1911)
- The Martyr (1911)
- Angels Unaware (1912)
- The Fine Feathers (1912)
- The Bargain (1912)
- The Final Pardon (1912)
- Eyes That See Not (1912)
- The Price of Peace (1912)
- The Power of Thought (1912)
- The Greater Love (1912)
- The Troubadour's Triumph (1912) [Direção]
- The Greater Christian (1912)
- An Old Fashioned Girl (1912)
- A Japanese Idyll (1912) [atriz] [Direção]
- Faraway Fields (1912)
- Fine Feathers (1912) [Act] [Dir]
- Leaves in the Storm (1912)
- The Jew's Christmas (1913) [atriz] [Co-Dir. com Phillips Smalley] [roteiro]
- Suspense (1913)
- The Eyes of God (1913)
- His Brand (1913)
- The Female of the Species (1913) [atriz] [Direção]
- How Men Propose (1913) [Dir] [Prod]
- The Merchant of Venice (1914) [atriz] [Co-Dir. com Phillips Smalley] [roteiro]
- A Fool and His Money (1914) [atriz] [Dir]
- Behind the Veil (1914) [atriz] [Co-Dir. with Phillips Smalley] [Scr]
- False Colors (1914) [atriz] [Co-Dir. with Phillips Smalley] [Scr]
- Traitor (1914)
- Like Most Wives (1914)
- The Merchant of Venice (1914) [atriz] [Dir]
- The Leper's Coat (1914)
- The Career of Waterloo Peterson (1914)
- Scandal (1915) [Act] [Co-Dir. with Phillips Smalley] [Scr]
- It's No Laughing Matter (1915) [Dir] [Scr]
- Hypocrites (1915) [Dir] [Scr]
- Sunshine Molly (1915)
- Captain Courtesy (1915)
- A Cigarette, That's All (1915) [Scr]
- Jewel (1915)
- Where Are My Children? (1916) [Co-Dir. with Phillips Smalley] [Scr]
- Wanted: A Home (1916) [Dir]
- Shoes (1916) [Dir] [Scr]
- Saving the Family Name (1916) [atriz] [Dir]
- The People Vs. John Doe (1916) [atriz] [Dir]
- John Needham's Double (1916) [Dir]
- Idle Wives (1916) [Dir] [Scr]
- Hop, The Devil's Brew (1916) [atriz] [Co-Dir. com Phillips Smalley] [Scr]
- The Flirt (1916) [Co-Dir. with Phillips Smalley]
- The Eye of God (1916) [atriz] [Dir]
- The Dumb Girl of Portici (1916) [Co-Dir. com Phillips Smalley]
- Discontent (1916) [Dir] [Prod] (extant; Library of Congress)
- The French Downstairs (1916)
- Alone in the World (1916)
- The Rock of Riches (1916)
- The Price of a Good Time (1917) [Dir]
- The Mysterious Mrs. Musslewhite (aka The Mysterious Mrs. M., 1917) [Act] [Dir]
- Hand That Rocks the Cradle (1917) [atriz] [Dir] [Prod]
- For Husbands Only (1917) [Dir] [Prod]
- Even As You and I (1917) [Dir]
- The Man Who Dared God (1917)
- There's No Place Like Home (1917)
- Tarzan of the Apes (1918) [Scr]
- Scandal Mongers (1918) [Act] [Dir]
- The Forbidden Box (1918) [Dir]
- The Doctor and the Woman (1918) [Dir] baseado no livro de Mary Roberts Rinehart
- Borrowed Clothes (1918) [Dir]
- When a Girl Loves (1919) [Dir]
- A Midnight Romance (1919) [Dir] [roteiro]
- Mary Regan (1919) [Dir]
- Home (1919) [Dir]
- To Please One Woman (1920) [Dir] [Scr] [Co-roteiro]
- Forbidden (1920) [Dir]
- What's Worth While? (1921) [Dir] [Prod]
- What Do Men Want? (1921) [Dir] [Rot] [Prod]
- Too Wise Wives (1921) [Dir] [Rot] [Prod]
- The Blot (1921) [Dir] [Scr] [Prod]
- A Chapter in Her Life (1923) [Dir] [Scr]
- The Marriage Clause (1926) [Dir] [Scr]
- Sensation Seekers (1927) [Dir] [Scr]
- The Angel of Broadway (1927) [Dir]
- White Heat (1934) [Dir]